# Marly, Nord

Marly este o comună în departamentul Nord, Franța. În 1 ianuarie 2022 avea o populație de 11.980 de locuitori.